# Вступ до психоаналізу
«Вступ до психоана́лізу» (нім. Einführung in die Psychoanalyse) — книга Зигмунда Фройда, представлена у збірці 28 прочитаних лекцій протягом 1915—1917 рр., які описують стисло погляди вченого на несвідоме, сни й теорію неврозів, доповнюються причинком у вигляді технічного матеріалу  для поглиблених читачів.
Лекції стали дуже популярними й широко перекладеними на європейські мови, ставши найвпізнаванішою роботою дослідника. Проте деякі положення, викладені в роботі, пізніше були змінені або переглянуті у пізніших дослідженнях Фройда; в 1932 році Фройд запропонував другий набір з семи лекцій під № 29-35 — «Новий вступ до психології» — як розширене видання (менш відомим, проте більше критикованим за полемістичний виклад ідей).

## Зміст
У двадцяти восьми спрощених лекціях для неспеціалізованого читача Фрейд описує основні методи та результати психоаналізу, узагальнюючи підсумки тридцятирічних досліджень. Тут автор представляє нову концепцію дитинства та підліткового віку, новий погляд на сни, денні мрії, й досі невідомі психічні механізми, загальні для нормальних та патологічних станів та процесів. Робота включає концепцію психоаналізу, що пояснює приховані причини певних видів людської діяльності та поведінки, таких як сплутаність свідомості, невротичні реакції, певні види сексуальної поведінки та стану тривоги.

## Український переклад
- Зіґмунд Фройд. Вступ до психоаналізу. Переклад з німецької: Петро Таращук. Київ: Основи, 1998. 709 стор. ISBN 966-500-013-6
(передрук) Зиґмунд Фройд. Вступ до психоаналізу. Переклад з німецької: Петро Таращук. Харків: КСД, 2015. 480 стор. ISBN 978-966-14-8981-2 (ebook) ISBN 978-966-14-8353-7 (палітурка)